# 1979 a tudományban
Az 1979. év a tudományban és a technikában.

## Díjak
- Nobel-díjak
  - Fizikai Nobel-díj: Sheldon Lee Glashow, Abdus Salam, Steven Weinberg
  - Fiziológiai és orvostudományi Nobel-díj: Allan McLeod Cormack, Godfrey Hounsfield
  - Kémiai Nobel-díj: Herbert Charles Brown, Georg Wittig

## Születések
- június 29. – Artur Ávila brazil-francia matematikus

## Halálozások
- február 3. – Haynal Imre magyar orvos, belgyógyász, endokrinológus, egyetemi tanár, az MTA tagja (* 1892)
- február 9. – Gábor Dénes Nobel-díjas fizikus, gépészmérnök, villamosmérnök, a holográfia feltalálója (* 1900)
- május 6. – Karl Wilhelm Reinmuth német csillagász, sok kisbolygó felfedezése köthető a nevéhez (* 1892)
- július 8. – Tomonaga Sinicsiró Nobel-díjas (megosztva) japán fizikus (* 1906)
- július 8. – Robert Woodward Nobel-díjas amerikai származású szerves kémikus (* 1917)
- augusztus 6. – Feodor Lynen Nobel-díjas (megosztva) német biokémikus (* 1911)
- augusztus 12. – Ernst Boris Chain Nobel-díjas (megosztva) német-brit biokémikus (* 1906)
- szeptember 22. – Otto Robert Frisch osztrák–brit fizikus. 1940-ben Rudolf Peierls-szel létrehozta az atombomba robbantásának első elméleti mechanizmusát (* 1904)
- december 7. – Cecilia Payne brit származású amerikai csillagász (* 1900)
- december 26. – Helmut Hasse német matematikus (* 1898)